# Anastasija Potapova
Anastasija Sergeevna Potapova (in russo Анастасия Сергеевна Потапова?; Saratov, 30 marzo 2001) è una tennista russa.
Si è aggiudicata un titolo WTA nel singolare e due nel doppio; nel circuito ITF vanta invece un titolo in singolare e due in doppio. Il 19 Giugno 2023 ha raggiunto il best ranking in singolare al numero 21; il 5 dicembre 2022 ha toccato il numero 40 in doppio.

## Carriera
Nel circuito giovanile ha vinto nel 2014 insieme alla connazionale Oleysa Pervushina il doppio del campionato mondiale juniores del Les Petits As, che si gioca a Tarbes, in Francia, successo che replica l'anno seguente in coppia con Maria Novikova che aggiunge alla vittoria in singolare, diventando la quarta tennista ad ottenere il doppio successo annuale. Nel 2016 ha vinto il singolare del Wimbledon e, grazie a questa vittoria, raggiunge la 1ª posizione del ranking. In doppio giunge, invece, in tre finali Slam: due all'Open di Francia nel 2016 e nel 2017, e una all'US Open nel 2015.

### 2018: prime finali WTA in singolare e top-100; primo titolo in doppio
Inizia l'anno con la finale nell'ITF di Sharm El Sheikh. A fine gennaio, riceve una wild-card per partecipare al suo primo main-draw di un torneo WTA a San Pietroburgo: al primo turno, batte la sua prima top-50 in carriera, Tatjana Maria; al secondo turno, viene fermata dalla nº1 del mondo Caroline Wozniacki, che le concede appena un game (0–6, 1–6). Successivamente, coglie a Chimki la seconda finale ITF dell'anno, la prima in un evento 100K, che perde contro Vera Lapko. A Roma, Potapova raggiunge la terza finale ITF stagionale: come successo nelle altre due circostanze, anche questa volta non riesce a sollevare il trofeo, cedendo nettamente a Jastrems'ka per 1–6, 0–6.
In luglio, prende parte alla Moscow River Cup, nuovo evento International su terra, dove riceve una wild-card per il tabellone principale: dopo due comodi successi su Tomova e Kristyna Plíšková, approda ai quarti di finale, dove rimonta un set di svantaggio alla connazionale Ivachhnenko (1–6, 6–3, 6–2). Approfitta del ritiro di Tamara Zidanšek sul 3–6, 6–4, 5–2 in suo favore nel corso della semifinale, Potapova gioca la sua prima finale WTA, dove ad attenerla c'è un'altra tennista nata nel 2001 come lei, Olga Danilović. Questa finale rappresenta la prima nella storia della WTA in cui a prendervi parte sono due tenniste nate dopo il 2000. A prevalere anche questa volta è l'avversaria, Danilović, con lo score di 5–7, 7–6(1), 4–6; tuttavia, la russa si rifà in doppio dove, assieme a Vera Zvonarëva, vince il suo primo titolo WTA nella specialità, superando in finale Panova/Voskoboeva per 6–0, 6–3.
Dopo non essere entrata nel main-draw dello US Open (sconfitta da Glushko nel round decisivo), partecipa al WTA di Tashkent, dove supera le qualificazioni. Nel tabellone principale, si impone su Vögele si prende la rivincita su Danilović con un doppio 6–3 e supera nei quarti Dalila Jukupovič. In semifinale, la seconda stagionale, Potapova lascia 5 giochi a Kozlova (6–2 6–3), approdando in finale in cui viene di nuovo sconfitta, questa volta dalla connazionale Margarita Gasparjan in due set.
Grazie a questa seconda finale WTA fa il suo ingresso in top-100, alla posizione nº94 con cui termina la stagione dopo essere uscita subito al Premier di Mosca contro Anett Kontaveit.

### 2019: top-70 e primi successi negli slam
Inizia l'anno qualificandosi al main-draw del torneo di Brisbane, dove cede al primo turno a Sasnovič. Dopo non essere entrata nel tabellone principale di Hobart, Potapova partecipa all'Australian Open: batte Pauline Parmentier, centrando così il suo primo successo in carriera in un main-draw slam; al secondo round, esce contro Madison Keys. A Budapest, la russa grazie ai successi su Watson, Petković e Cîrstea raggiunge la sua terza semifinale nel circuito maggiore, dove si arrende nettamente a Vondroušová. Dopo non aver superato le quali né a Indian Wells né a Miami, si ritira nel corso del match di primo turno del WTA di Istanbul contro Kozlova. Ritrova il successo a Praga, dove batte la nº13 del mondo Sevastova per poi però soccombere alla connazionale Vichljanceva in tre parziali. A Madrid e Roma non passa le qualificazioni. Al Roland Garros, sconfigge a sorpresa la nº5 del mondo Angelique Kerber per 6–4, 6–2, centrando il primo successo in carriera su una top-10 (e top-5). Al secondo turno, tuttavia, cede di nuovo a Vondroušová, futura finalista della prova Slam. Sull'erba raggiunge il secondo turno, contro Martić, anche a Wimbledon grazie alla vittoria su Jil Teichmann. A Losanna gioca nel main-draw passando per le qualificazioni. Al primo turno, elimina la lucky loser Kučová, mentre al secondo turno viene superata da Tamara Korpatsch in tre set. In doppio, con Sizikova, vince il suo secondo titolo WTA.
Al Baltic Open, la russa si impone su Barbara Haas, Diāna Marcinkēviča e Patricia Maria Țig, raggiungendo così la seconda semifinale del 2019; nella circostanza cede a Sevastova in due parziali.
Sul cemento americano, passa le qualificazioni a Toronto (perdendo poi da Bencic al primo turno) e al Bronx Open, dove viene fermata da Siniaková al secondo round. Allo US Open, viene eliminata all'esordio dalla wild-card locale Coco Gauff. Dopo risultati poco esaltanti nella tournée asiatica, termina la stagione con un primo turno alla Kremlin Cup, battuta dalla connazionale Kalinskaja.
Chiude il 2019 al nº93 del mondo, avendo però ottenuto un best ranking di nº64 nel corso della stagione.

### 2020
Nella tournée australiana, non passa le qualificazioni per Brisbane e Adelaide; all'Australian Open esce al primo turno contro Serena Williams. A San Pietroburgo, passa nel tabellone principale passando per le qualificazioni. Qui elimina la connazionale Samsonova e Tomljanović, approdando al suo primo quarto di finale in un Premier WTA. Nella circostanza, cede alla futura campionessa Kiki Bertens. Ad Acapulco e Monterrey raggiunge i quarti, perdendo da Fernandez nel primo caso e da Konta nel secondo.
Dopo la lunga pausa dovuta alla pandemia di COVID-19, Potapova decide di non prendere parte a nessun torneo WTA tra l'America e l'Europa. Termina la stagione al nº100 del mondo.

### 2021: terzo turno in uno slam e ritorno in top-70
Torna in campo al WTA 500 di Abu Dhabi, dove perde subito da Maria Sakkarī in due set. Nel Gippsland Trophy di Melbourne, batte l'americana Osuigwe, per poi cedere alla nº2 del mondo, Halep. All'Australian Open, esordisce con un successo sulla nº24 del seeding Riske, per poi sconfiggere la qualificata Babos, approdando al terzo turno di uno slam per la prima volta in carriera; in cui si arrende a Serena Williams. Dopo non aver passato le qualificazioni a Doha, partecipa al  WTA 1000 di Dubai dove batte prima Siegemund e Keys e agli ottavi si impone sulla nº12 del mondo Belinda Bencic in tre set; arriva così nei quarti di finale, dove perde nettamente dalla ceca Barbora Krejčíková per 0–6, 2–6. Sulla terra, non ottiene grandi risultati, centrando al massimo un secondo turno a Istanbul. Sull'erba, oltre a un primo turno a Wimbledon, raggiunge i quarti a Birmingham, dove cede a Ons Jabeur. Sul cemento americano, ottiene la qualificazione al main-draw solo a Montréal, dove vince anche il match di primo turno su Shelby Rogers; al secondo è costretta al ritiro contro Coco Gauff. Allo US Open, esce subito contro Jessica Pegula. Nell'indoor dell'ultima arte della stagione partecipa al torneo di Ostrava, passa il tabellone cadetto e al primo turno sconfigge Caroline Garcia; al secondo turno perde dalla nº10 del mondo Petra Kvitová. A Nur Saltan, dove riceve una wild-card, arriva fino ai quarti di finale, dove prevale Rebecca Peterson in tre set.
Chiude l'anno al nº69 del mondo, raggiungendo come best-ranking il nº67 del pianeta l'8 novembre.

### 2022: primo titolo WTA e top-50
La russa inizia l'anno con i quarti di finale al Melbourne Summer Set I, dove cede il passo a Kudermetova. All'Australian Open e San Pietroburgo si ferma al primo turno; tra Guadalajara, Monterrey, Indian Wells e Miami, centra solo due vittorie. A causa degli scarsi risultati, esce dalla top-100. In aprile, disputa il WTA '250' di Istanbul, dove passa le qualificazioni grazie ai successi su Herdželaš e Lásaro García; al primo turno, elimina la wild-card Nikola Bartůňková per poi sconfiggere per 6–2, 6–3 la croata Petra Martić. nel suo secondo quarto stagionale, supera Sara Sorribes Tormo con un duplice 6–2, accedendo così alla sua quinta semifinale WTA, dove batte Julija Putinceva in rimonta (2–6 6–2 6–2). Anastasija torna in una finale nel circuito maggiore dopo 4 anni dall'ultima: a differenza delle altre due, questa volta la russa riesce a conquistare il suo primo titolo WTA, superando con lo score di 6–3, 6–1 la connazionale Veronika Kudermetova. Grazie al risultato, rientra tra le prime 100 del mondo, al nº78. Sulla terra non raccoglie risultati di rilievo, non riuscendo a qualificarsi nemmeno per il main-draw del Roland Garros. Sull'erba, non partecipa al torneo di Wimbledon a causa del ban imposto ai tennisti russi per via della guerra. Prende parte solo al torneo di Bad Homburg, dove perde subito da Tatjana Maria.
A Losanna, giunge in semifinale, dove cede a colei che le negò il primo titolo WTA in carriera a Mosca, Olga Danilović. Anche ad Amburgo, la settimana dopo, coglie la semifinale, imponendosi su Gračëva, Carlé e l'ex campionessa slam Krejčíková; tra le ultime quattro, si arrende alla testa di serie nº1 Anett Kontaveit (3–6, 5–7). Sul cemento di Praga, da settima testa di serie, la russa arriva in finale, grazie ai successi sulle cinesi Wang Xinyu, Wang Qiang e Zhu e alla rivincita su Kontaveit, addirittura per 6–1, 6–1. Nella sua quarta finale WTA, Potapova si arrende alla padrona di casa Marie Bouzková, con lo score di 0–6, 3–6. Grazie all'ottimo periodo di forma, sale fino alla 54ª piazza del ranking.
Sul cemento americano, ottiene la sua prima vittoria nel main-draw dello US Open contro Claire Liu (6–1 6–4); al secondo turno, perde contro Zheng in due tie-break.
A fine anno, raccoglie la quinta semifinale stagionale a Cluj-Napoca, dove viene fermata dalla connazionale Blinkova.
Termina il 2022 al nº43 del mondo.

### 2023: 2º titolo WTA e top-25
All'Australian Open, dopo aver sconfitto l'ex campionessa slam Stephens, si arrende a Párrizas Diaz in due set. A Lione, si ferma ai quarti contro Zanevs'ka. Partecipa poi al WTA '250' di Linz, dove è accreditata della testa di serie nº8: la russa riesce a raggiungere la finale, vincendo tutti i match per arrivarci in tre set contro Bronzetti (2–6, 6–3, 6–4), Niemeier (7–5, 3–6 6–3), Friedsam (2–6 6–4 6–1) e Vondroušová (6–1 6(4)–7 6–3). Nella sua quinta finale WTA, Potapova lascia quattro giochi a Petra Martić (6–3 6–1), portando a casa il secondo titolo nel circuito maggiore, il primo sul cemento. Grazie a questo successo, sfonda il muro della top-30, salendo alla 28ª posizione del ranking.
A Indian Wells esce al terzo turno contro la top-5 Pegula. A Miami, la russa raggiunge i quarti, sconfiggendo anche la nº6 del mondo Gauff nel percorso. Tra le ultime otto, cede il passo nuovamente a Jessica Pegula. Sulla terra, disputa come primo torneo il '500' di Stoccarda: dopo un successo su Martić al tie-break del terzo, batte ancora Gauff e poi un'altra top-10, Caroline Garcia, approdando alla seconda semifinale del 2023. Nella circostanza, si arrende nettamente ad Aryna Sabalenka. Dopo il secondo e terzo turno a Madrid e Roma, al Roland Garros ottiene il miglior risultato in carriera eliminando Townsend e Sherif; nei suoi primi sedicesimi a Parigi, viene fermata dalla connazionale Pavljučenkova in tre set. Nel frattempo, grazie al buon momento, sale fino alla 21ª posizione in classifica, suo best-ranking.
Sull'erba, trova la semifinale a Birmingham, dove perde dalla futura campionessa Ostapenko. Anche a Wimbledon, come a Parigi, raggiunge il suo primo terzo turno in carriera, eliminando le qualificate Naef e Juvan; nei sedicesimi, soccombe a un'altra qualificata, la giovane connazionale Mirra Andreeva.
Sul cemento americano, dopo un'uscita all'esordio allo US Open, raggiunge i quarti a San Diego, dopo aver battuto al secondo round la top-10 Jabeur; tra le ultime otto, si arrende a Sofia Kenin.
Nei '1000' di Guadalajara e Pechino, viene eliminata al primo turno. Termina l'anno al nº28 del mondo.

### 2024: primo ottavo di finale slam
A Brsibane, la russa raggiunge i quarti di finale, dove è costretta al ritiro contro la top-5 Rybakina. Delude le aspettative all'Australian Open, uscendo subito contro Kaja Juvan. A Linz trova il secondo quarto WTA stagionale battendo le italiane Errani e Cocciaretto; tra le ultime otto, cede il passo alla connazionale Aleksandrova. A Doha esce di scena al secondo turno; a Dubai, elimina Zhu e Bronzetti, prima di soccombere alla nº7 del mondo Qinwen Zheng.
A Indian Wells, dopo il bye, prevale su Bouzková, Podoroska e la fresca campionessa di Dubai Paolini, raggiungendo il suo secondo quarto di livello '1000': in tale circostanza, viene battuta da Marta Kostjuk. A Miami esce di scena all'esordio contro Danielle Collins (2–6 2–6), futura trionfatrice.
Non brilla particolarmente sulla terra: Potapova non va mai oltre il secondo turno tra Stoccarda, Madrid, Roma e Strasburgo. Inverte il trend al Roland Garros dove inizia ad essere allenata dall'ex-allenatore di Azarenka, Dorian Descloix: la russa elimina la connazionale Rachimova, la svizzera Golubic e la cinese Wang, raggiungendo così il suo primo ottavo di finale a livello slam. In tale circostanza, viene annichilita dalla nº1 del mondo Świątek, che non le concede nemmeno un game.
Torna in campo a Birmingham dove comincia la sua parte di stagione su erba: batte la connazionale Avanesjan e Bronzetti, cogliendo i quarti di finale, dove si impone sulla finalista in carica Krejčíková (6–1 6–4), accedendo alla sua prima semifinale stagionale; nella circostanza, si arrende a Tomljanović.
Viene esclusa per decisione del CIO dalle Olimpiadi parigine a causa della continua ostentazione di simboli e bandiere russe presenti sulla maglia del CSKA Mosca, squadra di cui Potapova è tifosa, mancando così di passare il test di neutralità a cui sono sottoposti tutti gli atleti di nazionalità russa.
Nel tour sul cemento americano parte in sordina con due uscite nei primi turni e un secondo turno, prima di prendere ritmo di gioco a Cleveland dove raggiunge la finale, persa contro McCartney Kessler in tre set. Agli US Open 2024 si ferma contro la futura semifinalista, Karolína Muchová, al terzo turno. Dopo un magro bottino nel tour asiatico (una vittoria in tre incontri), chiude l'anno alla posizione n.35.

### 2025:  3° titolo WTA
Inizia la stagione raggiungendo gli ottavi a Brisbane, fermata dalla wild-card locale Birrell. Allo slam oceanico di Melbourne, dove supera al primo turno Zidansek, viene fermata da Pavlyuchenkova in tre set. Prende confidenza con il cemento indoor di Linz dove viene battuta, di nuovo, da Muchova, ai quarti di finale. Perfeziona il suo gioco a Cluj- Napoca, dove conquista il suo terzo titolo WTA, battendo in finale Lucia Bronzetti per 4–6, 6–1, 6–2.

## Vita privata
Ebbe una relazione con il collega ungherese Márton Fucsovics fino all'inizio del 2023, quando iniziò a frequentare il giocatore kazako Alexander Shevchenko. Il 24 settembre 2023 annunciarono il loro fidanzamento e si sposarono il 1º dicembre 2023, ma il matrimonio durò solo un anno.

## Statistiche WTA

### Singolare

#### Vittorie (3)
| Legenda              |
| -------------------- |
| Grande Slam (0)      |
| Ori Olimpici (0)     |
| WTA Finals (0)       |
| WTA Elite Trophy (0) |
| Dal 2021             |
| WTA 1000 (0)         |
| WTA 500 (0)          |
| WTA 250 (3)          |

| N. | Data             | Torneo                         | Superficie  | Avversaria in finale | Punteggio     |
| 1. | 24 aprile 2022   | Istanbul Cup, Istanbul         | Terra rossa | Veronika Kudermetova | 6–3, 6–1      |
| 2. | 12 febbraio 2023 | Austria Ladies Linz, Linz      | Cemento (i) | Petra Martić         | 6–3, 6–1      |
| 3. | 9 febbraio 2025  | Transylvania Open, Cluj-Napoca | Cemento (i) | Lucia Bronzetti      | 4–6, 6–1, 6–2 |

#### Sconfitte (3)
| Legenda               | Legenda      |
| --------------------- | ------------ |
| Grande Slam (0)       |              |
| Argenti Olimpici (0)  |              |
| WTA Finals (0)        |              |
| WTA Elite Trophy (0)  |              |
| Dal 2009 al 2020      | Dal 2021     |
| Premier Mandatory (0) | WTA 1000 (0) |
| Premier 5 (0)         | WTA 1000 (0) |
| Premier (0)           | WTA 500 (0)  |
| International (2)     | WTA 250 (1)  |

| N. | Data              | Torneo                  | Superficie  | Avversaria in finale | Punteggio        |
| 1. | 29 luglio 2018    | Moscow River Cup, Mosca | Terra rossa | Olga Danilović       | 5–7, 7–6(1), 4–6 |
| 2. | 29 settembre 2018 | Tashkent Open, Tashkent | Cemento     | Margarita Gasparjan  | 2–6, 1–6         |
| 3. | 31 luglio 2022    | Prague Open, Praga      | Cemento     | Marie Bouzková       | 0–6, 3–6         |

### Doppio

#### Vittorie (3)
| Legenda               | Legenda      |
| --------------------- | ------------ |
| Grande Slam (0)       |              |
| Ori Olimpici (0)      |              |
| WTA Finals (0)        |              |
| WTA Elite Trophy (0)  |              |
| Dal 2009 al 2020      | Dal 2021     |
| Premier Mandatory (0) | WTA 1000 (0) |
| Premier 5 (0)         | WTA 1000 (0) |
| Premier (0)           | WTA 500 (0)  |
| International (2)     | WTA 250 (1)  |

| N. | Data           | Torneo                        | Superficie  | Partner        | Avversaria in finale                  | Punteggio |
| 1. | 29 luglio 2018 | Moscow River Cup, Mosca       | Terra rossa | Vera Zvonarëva | Aleksandra Panova Galina Voskoboeva   | 6–0, 6–3  |
| 2. | 21 luglio 2019 | Ladies Open Lausanne, Losanna | Terra rossa | Jana Sizikova  | Monique Adamczak Han Xinyun           | 6–2, 6–4  |
| 3. | 31 luglio 2022 | Prague Open, Praga            | Cemento     | Jana Sizikova  | Angelina Gabueva Anastasija Zacharova | 6–3, 6–4  |

#### Sconfitte (1)
| Legenda              |
| -------------------- |
| Grande Slam (0)      |
| Argenti Olimpici (0) |
| WTA Finals (0)       |
| WTA Elite Trophy (0) |
| Dal 2021             |
| WTA 1000 (0)         |
| WTA 500 (0)          |
| WTA 250 (1)          |

| N. | Data             | Torneo                           | Superficie | Partner       | Avversaria in finale           | Punteggio        |
| 1. | 19 febbraio 2021 | Phillip Island Trophy, Melbourne | Cemento    | Anna Blinkova | Ankita Raina Kamilla Rachimova | 6–2, 4–6, [7–10] |

## Statistiche ITF

### Singolare

#### Vittorie (1)
| Torneo $100.000 (0) |
| Torneo $80.000 (0)  |
| Torneo $60.000 (0)  |
| Torneo $25.000 (1)  |
| Torneo $15.000 (0)  |

| N. | Data         | Torneo                                      | Superficie  | Avversaria in finale | Punteggio        |
| 1. | 5 marzo 2017 | Circuito Feminino Future de Tênis, Curitiba | Terra rossa | Amanda Anisimova     | 6(7)–7, 7–5, 6–2 |

#### Sconfitte (3)
| Torneo $100.000 (1) |
| Torneo $80.000 (0)  |
| Torneo $60.000 (1)  |
| Torneo $25.000 (0)  |
| Torneo $15.000 (1)  |

| N. | Data            | Torneo                                                   | Superficie  | Avversaria in finale | Punteggio     |
| 1. | 21 gennaio 2018 | Jolie Ville Golf Women's, Sharm El Sheikh                | Cemento     | Yuliya Hatouka       | 4–6, 6–4, 5–7 |
| 2. | 5 maggio 2018   | O1 Properties Ladies Cup, Chimki                         | Cemento (i) | Vera Lapko           | 1–6, 3–6      |
| 3. | 8 luglio 2018   | Torneo Internazionale Femminile Antico Tiro a Volo, Roma | Terra rossa | Dajana Jastrems'ka   | 1–6, 0–6      |

### Doppio

#### Vittorie (2)
| Torneo $100.000 (0) |
| Torneo $80.000 (1)  |
| Torneo $60.000 (0)  |
| Torneo $25.000 (1)  |
| Torneo $15.000 (0)  |

| N. | Data           | Torneo                           | Superficie  | Compagna           | Avversarie in finale                | Punteggio |
| 1. | 6 maggio 2017  | O1 Properties Ladies Cup, Chimki | Cemento (i) | Olesya Pervushina  | Ekaterina Kazionova Daria Kruzhkova | 6–0, 6–1  |
| 2. | 29 luglio 2017 | Advantage Cars Praga Open, Praga | Terra rossa | Dajana Jastrems'ka | Mihaela Buzărnescu Al'ona Fomina    | 6–2, 6–2  |

#### Sconfitte (2)
| Torneo $100.000 (0) |
| Torneo $80.000 (0)  |
| Torneo $60.000 (1)  |
| Torneo $25.000 (0)  |
| Torneo $15.000 (1)  |

| N. | Data            | Torneo                                    | Superficie | Compagna          | Avversarie in finale      | Punteggio        |
| 1. | 20 gennaio 2018 | Jolie Ville Golf Women's, Sharm El Sheikh | Cemento    | Ekaterina Yashina | Jade Lewis Erin Routliffe | 6–0, 5–7, [6–10] |
| 2. | 14 aprile 2018  | Lale Cup, Istanbul                        | Cemento    | Olga Doroshina    | Ayla Aksu Harriet Dart    | 4–6, 6(3)–7      |

## Grand Slam Junior

### Singolare

#### Vittorie (1)
| Tornei del Grande Slam  |
| ----------------------- |
| Australian Open (0)     |
| Open di Francia (0)     |
| Torneo di Wimbledon (1) |
| US Open (0)             |

| N. | Data          | Torneo                      | Superficie | Avversaria in finale | Punteggio |
| 1. | 9 luglio 2016 | Torneo di Wimbledon, Londra | Erba       | Dajana Jastrems'ka   | 6–4, 6–3  |

### Doppio

#### Sconfitte (3)
| Tornei del Grande Slam  |
| ----------------------- |
| Australian Open (0)     |
| Open di Francia (2)     |
| Torneo di Wimbledon (0) |
| US Open (1)             |

| N. | Data              | Torneo                      | Superficie  | Compagna         | Avversarie in finale                  | Punteggio        |
| 1. | 12 settembre 2015 | US Open, New York           | Cemento     | Anna Kalinskaja  | Viktória Kužmová Aleskandra Pospelova | 5–7, 2–6         |
| 2. | 4 giugno 2016     | Open di Francia, Parigi     | Terra rossa | Olesja Pervušina | Paula Arias Manjón Olga Danilović     | 6–3, 3–6, [8–10] |
| 3. | 10 giugno 2017    | Open di Francia, Parigi (2) | Terra rossa | Olesja Pervušina | Bianca Andreescu Carson Branstine     | 1–6, 3–6         |

## Vittorie contro giocatrici Top 10
| Stagione | 2019 | 2020 | 2021 | 2022 | 2023 | 2024 | 2025 | Totale |
| Vittorie | 1    | 0    | 0    | 1    | 4    | 0    | 1    | 7      |

| #    | Giocatrice       | Ranking | Evento                    | Superficie      | Turno | Punteggio        | Rank. APR |
| ---- | ---------------- | ------- | ------------------------- | --------------- | ----- | ---------------- | --------- |
| 2019 |                  |         |                           |                 |       |                  |           |
| 1.   | Angelique Kerber | 5       | Open di Francia, Parigi   | Terra rossa     | 1T    | 6–4, 6–2         | 81        |
| 2022 |                  |         |                           |                 |       |                  |           |
| 2.   | Anett Kontaveit  | 2       | Prague Open, Praga        | Cemento         | QF    | 6–1, 6–1         | 59        |
| 2023 |                  |         |                           |                 |       |                  |           |
| 3.   | Coco Gauff (1)   | 6       | Miami Open, Miami Gardens | Cemento         | 3T    | 6(8)–7, 7–5, 6–2 | 26        |
| 4.   | Coco Gauff (2)   | 6       | Stuttgart Open, Stoccarda | Terra rossa (i) | 2T    | 6–2, 6–3         | 24        |
| 5.   | Caroline Garcia  | 5       | Stuttgart Open, Stoccarda | Terra rossa (i) | QF    | 4–6, 6–3, 6–3    | 24        |
| 6.   | Ons Jabeur       | 7       | San Diego Open, San Diego | Cemento         | 2T    | 6–4, 7–6(4)      | 27        |
| 2025 |                  |         |                           |                 |       |                  |           |
| 7.   | Zheng Qinwen     | 8       | Madrid Open, Madrid       | Terra rossa     | 2T    | 6-4, 6-4         | 39        |